# John Broadus
John Albert Broadus (Culpeper, 24 gennaio 1827 – Louisville, 16 marzo 1895) è stato un predicatore e teologo statunitense Di fede battista, fu il secondo presidente del Southern Baptist Theological Seminary.

## Biografia
Nato nel 1827 nella contea di Culpeper, in Virginia, negli Stati Uniti, Broadus venne educato privatamente tramite dei tutori e poi frequentò delle scuole private. Insegnò in una piccola scuola locale prima di completare i propri studi all'Università della Virginia a Charlottesville.
Nel 1850 venne ordinato pastore della chiesa battista di Charlottesville. Tenne una a lettura magistrale all'University of Virginia in memoria del professor Gessner Harrison nel 1873. Un decennio dopo, nel 1883, tenne un'orazione a favore della causa dei Confederati a Louisville, presso il Cave Hill Cemetery. Questa venne sentita come particolarmente significativa in quanto egli riteneva che le due parti dovessero trovare pacificamente un accordo per le posizioni che li avevano contrapposti in guerra.
Nel 1859, Broadus divenne professore di interpretazione del Nuovo Testamento e di omelitica presso il neonato Southern Baptist Theological Seminary. Nel corso della guerra civile americana, prestò servizio come cappellano confederato nell'armata di Robert E. Lee nella Virginia settentrionale. Nel 1888, divenne il secondo presidente del Southern Seminary.
Nel 1889, Broadus tenne delle letture alla Yale Divinity School.
Il 14 novembre 1849, sposò Maria Carter Harrison, alla morte della quale si risposò con Charlotte Eleanor Sinclair il 4 gennaio 1859.
Morì nel 1895 a Louisville.

## Opere
Charles Spurgeon definì Broadus come "uno dei più grandi predicatori viventi della nostra epoca", in particolare per l'enfasi dei suoi scritti e la sua particolare attenzione al tema dell'armonizzazione evangelica. Lo storico della chiesa Albert Henry Newman lo ha definito "il più grande predicatore di fede battista mai esistito." Tra le opere da lui composte si ricordano:
- A Treatise on the Preparation and Delivery of Sermons, 26ª ed., New York, A.C. Armstrong and Son, 1903  [1870].
- A Memorial of Gessner Harrison: M. D., Professor of Ancient Languages in the University of Virginia, Charlottesville, Chronicle, 1874.
- Lectures on the History of Preaching, New York, Sheldon & Co., 1876.
- Alvah Hovey (a cura di), Commentary on the Gospel of Matthew, Philadelphia, American Baptist Publication Society, 1886.
- Sermons and Addresses, 7ª ed., New York, Hodder and Stoughton, Doran, 1886.
- Jesus of Nazareth: I. His Personal Character, II. His Ethical Teachings, III. His Supernatural Works, 2ª ed., New York, A.C. Armstrong, 1890.
- Memoir of James Petigru Boyce, New York, A. C. Armstrong and Son, 1893. (see James Petigru Boyce)
- A Harmony of the Gospels in the Revised Version: With Some New Features, 3ª ed., New York, A.C. Armstrong and Son, 1894.
- Commentary on the Gospel of Mark, Philadelphia, American Baptist Publication Society, 1905.